# Rinmanite
La rinmanite è un minerale appartenente all'omonimo gruppo.